# Stazione di Tomakomai
La stazione di Tomakomai (苫小牧駅?, Tomakomai-eki) è la principale stazione della città di Tomakomai situata lungo le linee Muroran e Hidaka, con servizi diretti sulla linea Chitose. Con tre linee afferenti, è una delle più importanti stazioni di interscambio del sud dell'Hokkaidō.

## Linee
JR Hokkaido
■ Linea Chitose
■ Linea principale Muroran
■ Linea principale Hidaka

## Struttura
La stazione è dotata di due marciapiedi a isola con quattro binari totali. Tutte le tipologie di treno fermano a Tomakomai. 
| 1 | ■ Linea principale Hidaka  | per Mukawa, Shizunai e Samani                                 |
| 1 | ■ Linea Chitose            | per Minami-Chitose, Sapporo e Otaru                           |
| 1 | ■ Linea principale Muroran | per Itoi, Noboribetsu, Higashi-Muroran e Muroran              |
| 2 | ■ Linea Chitose            | per Minami-Chitose, Sapporo e Otaru                           |
| 2 | ■ Linea principale Muroran | per Itoi, Noboribetsu, Higashi-Muroran e Muroran              |
| 2 | ■ Linea principale Muroran | Espressi Limitati per Muroran, Hakodate, Aomori, Ueno e Osaka |
| 3 | ■ Linea principale Muroran | per Oiwake e Iwamizawa                                        |
| 3 | ■ Linea Chitose            | per Minami-Chitose, Sapporo e Otaru                           |
| 3 | ■ Linea Chitose            | Espressi Limitati per Minami-Chitose e Sapporo                |
| 4 | ■ Linea principale Muroran | per Oiwake e Iwamizawa                                        |
| 4 | ■ Linea principale Muroran | per Itoi, Noboribetsu, Higashi-Muroran e Muroran              |
| 4 | ■ Linea Chitose            | per Minami-Chitose, Sapporo e Otaru                           |

## Stazioni adiacenti
| «                        | Servizio                 | »                        |
| Linea principale Muroran | Linea principale Muroran | Linea principale Muroran |
| ------------------------ | ------------------------ | ------------------------ |
| Aoba                     | Locale                   | Numanohata               |
| Linea principale Hidaka  |                          |                          |
| Capolinea                | Locale                   | Yūfutsu                  |